# Susanne Kastner
Susanne Kastner (ur. 11 grudnia 1946 w Karlstadt) – niemiecka polityk, pedagog i nauczycielka, działaczka Socjaldemokratycznej Partii Niemiec (SPD), w latach 1989–2013 deputowana do Bundestagu, w latach 2002–2009 jego wiceprzewodnicząca.

## Życiorys
Po uzyskaniu wykształcenia średniego ukończyła kształcenie w akademii zawodowej, uzyskując kwalifikacje pedagoga. Następnie, w ramach drugiego cyklu edukacyjnego, studiowała w Wyższej Szkole Pedagogiki Religijnej w Monachium i zdobyła kwalifikacje nauczyciela religii. Do maja 1989 roku pracowała jako pedagog w szkole podstawowej i Hauptschule (niemieckiej szkole średniej I stopnia).
W 1972 roku wstąpiła do SPD. Była członkinią zarządu krajowego SPD w Bawarii, prezydium SPD w tym landzie, a także zasiadała w prezydium federalnym partii. Od 1989 roku działała również w organizacjach społecznych – należała do związków IG BCE i Arbeiterwohlfahrt, a także do Bawarskiego Czerwonego Krzyża. Pełniła funkcję przewodniczącej stowarzyszenia Rumänien-Soforthilfe e. V. oraz Forum Niemiecko-Rumuńskiego. Zasiadała również w zarządzie fundacji Kinder Soforthilfe.
Po raz pierwszy uzyskała mandat deputowanej do Bundestagu w 1989 roku. Z powodzeniem ubiegała się o reelekcję w kolejnych wyborach w 1990, 1994, 1998, 2002, 2005 i 2009. Zasiadała w parlamencie nieprzerwanie do 2013 roku.
W latach 1998–2002 była parlamentarną sekretarz frakcji SPD, a od 2002 do 2009 roku pełniła funkcję wiceprzewodniczącej Bundestagu. Zasiadała również w Radzie Starszych parlamentu, kierowała komisją tej rady ds. wdrażania nowoczesnych technologii informacyjnych i komunikacyjnych oraz przewodniczyła Niemiecko-Rumuńskiej Grupie Parlamentarnej.

## Odznaczenia
- Krzyż Wielkiego Oficera Orderu Zasługi (Rumunia, 2011)[2]
- Krzyż Komandorski Orderu Zasługi (Rumunia, 2002)[2]